# 이종후
당 민제 이종후(唐閔帝 李從厚, 914년 12월 17일(음력 11월 28일) ~ 934년 5월 24일(음력 4월 9일))는 중국 오대 십국 시대의 후당의 제3대 황제였다. 그는 933년 말부터 그의 의형 이종가에게 폐위당한 934년까지 황위에 있었다.

## 생애
이종후는 제2대 황제인 이사원(李嗣源,명종)의 3남으로 태어났다. 930년(장흥 원년)에 송왕(宋王)으로 봉해지고 업(鄴)으로 이주하였다.
933년(장흥 4년), 이사원의 사망으로 황제에 즉위 한다. 어리석어서, 군의 대권은 추밀사 주홍소(朱弘昭)와 풍윤(馮贇) 등에 의해서 정권이 장악을 하게 되었다. 이 상황에 대해, 이사원의 양자인 이종가(李從珂)가 봉상(鳳翔)에서 군사를 일으키자, 이종가의 반군을 대항하는 세력을 형성을 못하고, 낙양을 탈출하여 위주(衛州)로 피했다.
그 후, 폐위되어서 악왕(鄂王)으로 봉해졌지만, 결국 이종가에 의해서 살해되고 말았다. 시호인 민제는 후진의 석경당이 그에게 추봉한 시호이다.

## 가족 관계

### 조부모와 부모
- 조부 : 덕조(德祖) 효성황제(孝成皇帝) 이예(李霓)
- 조모 : 효성의황후(孝成懿皇后) 유씨(劉氏)
- 부친 : 명종(明宗) 화무황제(和武皇帝) 이단(李亶)
- 모친 : 소의황후(昭懿皇后) 하씨(夏氏)

### 황후
| 봉호       | 시호           | 이름(성씨) | 별칭               | 재위년도 | 생몰년도  | 비고                 |
| ---------- | -------------- | ---------- | ------------------ | -------- | --------- | -------------------- |
| 황후(皇后) | 애황후(哀皇后) | 공씨(孔氏) | 노국부인(魯國夫人) | 934년    | ? ~ 934년 | 이종가에게 처형당함. |

### 황자
| - | 봉호 | 시호 | 이름           | 생몰년도  | 생모        | 별칭 | 비고                 |
| - | ---- | ---- | -------------- | --------- | ----------- | ---- | -------------------- |
| 1 |      |      | 이중철(李重哲) | ? ~ 934년 | 애황후 공씨 |      | 이종가에게 처형당함. |

- 그 외 자녀의 이름은 전하지 않음

## 기년
| 민제        | 원년                           |
| ----------- | ------------------------------ |
| 서력 (西曆) | 934년                          |
| 간지 (干支) | 갑오(甲午)                     |
| 연호 (年號) | 장흥(長興) 5년 응순(應順) 원년 |

## 출전, 주해 및 참고 자료
| 전임 주수은 | 하남윤 927년 ~ 928년 | 후임 안중회 |

| 전임 석경당 | 선무군절도사 928년 ~ 929년 | 후임 부습 |

| 전임 이종영 | 하동절도사 929년 ~ 930년 | 후임 풍윤 |

| 전임 범연광 | 성덕군절도사 930년 ~ 931년 | 후임 이종민 |

| 전임 석경당 | 천웅군절도사 931년 ~ 933년 | 후임 범연광 |

| 전임 아버지 후당 명종 이사원 | 제3대 후당의 황제 933년 ~ 934년 | 후임 양형 후당 폐제 이종가 |

| 전임 후당 명종 이사원 | 중국의 황제(중원 지역) 933년 ~ 934년 | 후임 후당 폐제 이종가 |

| 전임 후당 명종 이사원 | 중국의 황제(남서 지역) 933년 ~ 934년 | 후임 후촉 고조 맹지상 |